# 魏一鸣
魏一鸣，北京理工大学副校长、教授，主要从事能源环境系统工程和气候工程管理方面的研究工作。担任中国优选法统筹法与经济数学研究会副理事长，入选中华人民共和国教育部2008年度"长江学者"特聘教授。